# Mint (álbum de Alice Merton)
Mint é o primeiro álbum de estúdio da cantora germano-canadense Alice Merton, lançado em 18 de janeiro de 2019. Inclui os singles "No Roots" e "Lash Out", anteriormente lançados no EP No Roots, "Why So Serious", lançado em 7 de setembro de 2018, e "Funny Business", lançado em 30 de novembro de 2018.

## Recepção da crítica
O The New York Times chamou o álbum de uma "empolgante interpretação do pop centrista dos anos 1980, com uma batida disco e a mais leve textura do rock sulista. Ou seja: Haim, cuidado".

## Singles
Além de "No Roots", que alcançou o número um na Billboard Alternative Songs, Merton em entrevista à Billboard falou sobre um novo single a ser incluído no álbum: "É um dos meus favoritos no momento. Eu poderia escuta-lo o tempo todo... Provavelmente vamos lançá-lo em novembro. Quando eu escrevi, eu estava tipo assim, sim isso é divertido".
O primeiro single do álbum é "Why So Serious", que foi acompanhado por um clipe onde a cantora caminha pela rua vendo coisas estranhas. Alice afirmou que a música surgiu como uma "resposta à imprensa' sobre ser uma cantora de um hit só [depois de 'No Roots'] e abraçar sua individualidade através da música e de uma pequena equipe".

## Faixas
Todas as faixas foram produzidas por Nicolas Rebscher, exceto "Lash Out", produzida em parceria com Dave Bassett e "Funny Business", produzida por John Hill.
| N.º            | Título                  | Compositor(es)                   | Duração |  |
| 1.             | "Learn to Live"         | Alice Merton Nicolas Rebscher    | 3:56    |  |
| 2.             | "2 Kids"                | Merton Rebscher                  | 3:31    |  |
| 3.             | "No Roots"              | Merton Rebscher                  | 3:55    |  |
| 4.             | "Funny Business"        | Alice Merton John Hill           | 3:05    |  |
| 5.             | "Homesick"              | Alice Merton Nicolas Rebscher    | 3:16    |  |
| 6.             | "Lash Out"              | Merton David Bassett             | 3:14    |  |
| 7.             | "Speak Your Mind"       | Merton Rebscher                  | 3:32    |  |
| 8.             | "I Don't Hold a Grudge" | Merton Hutchings Rebscher        | 3:39    |  |
| 9.             | "Honeymoon Heartbreak"  | Merton Michelle Leonard Rebscher | 3:23    |  |
| 10.            | "Trouble in Paradise"   | Merton Rebscher Tobias Kuhn      | 2:57    |  |
| 11.            | "Why So Serious"        | Merton Rebscher                  | 3:43    |  |
| Duração total: | Duração total:          | Duração total:                   | 38:11   |  |

## Paradas musicais
| Paradas (2019)                        | Melhor posição |
| ------------------------------------- | -------------- |
| Alemanha (Offizielle Deutsche Charts) | 2              |
| Italian Albums (FIMI)                 | 62             |
| Escócia (Official Scottish Albums)    | 66             |